# Подольское море
Подольское море — нереализованный проект водохранилища на территории Подольского района Московской области на участке площадью около 1000 гектаров. Предназначался для улучшения водоснабжения города, а также для рекреационных целей. Строительство было начато в 1980 году, и заморожено в 1990-м из-за недостаточного финансирования проекта и наличия больших пустот подо дном предполагаемого водохранилища.

## История
17 ноября 1975 года Московским областным советом было принято постановление о строительстве водохранилища «Подольское море» на месте слияния рек Пахра и Моча. Цель создания водохранилища — улучшение водоснабжения южных районов Подмосковья, а также южной части Москвы. Кроме того, предполагалось обустройство берегов водохранилища для отдыха и рекреации. В 1978 году было завершено проектирование будущих построек. По плану предполагалось, что воду будет удерживать каскад из трёх бетонных гидроузлов. С территории будущего водохранилища были выселены свыше 300 семей, для которых было построено 6 многоэтажных домов в Подольске, а также была запрещена прописка, подселение и новое строительство в районе затопления. Был возведён посёлок Гидростроя для строителей водохранилища. На дне объекта был вырублен лес, и в 1980 году началось возведение первого гидроузла у деревень Кутьино и Лемешово.
К 1990 году был построен один гидроузел, и намечены места строительства двух других узлов, однако дальнейшее строительство было законсервировано. Причинами закрытия проекта считается отсутствие должного финансирования строительства гидротехнических сооружений, а также сложные инженерно-геологические условия. Под почвой будущего дна водохранилища находятся значительные пустоты карстовых пород и известняка, которые быстро размываются водой, поэтому вода могла уходить под землю.